# Polvoreira
Polvoreira ist eine Gemeinde im Norden Portugals.
Polvoreira gehört zum Kreis und zur Stadt Guimarães im Distrikt Braga, besitzt eine Fläche von 3,3 km² und hat 3545 Einwohner (Stand 19. April 2021).